# Steve Valentine
Steve John Valentine (n. 26 octombrie 1966, Bishopbriggs⁠(d), Scoția, Regatul Unit) este un actor scoțian, cunoscut pentru rolul Derek Jupiter din serialul Sunt în formație. A apărut în episodul Mr. Monk and the Magician (al 15-lea din sezonul 7) al serialului american Monk.

## Filmografie selectivă
- Orașul în miniatură (SUA, 1998)